# Йонкер Африканер

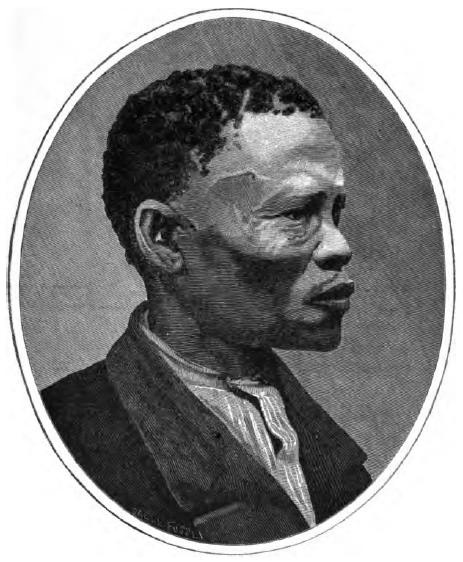
Йонкер Африканер

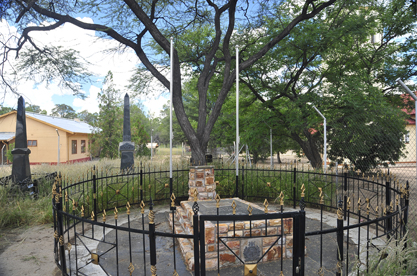
Могила Йонкера Африканера в Окаханджі

Йонкер Африканер (Jonker Afrikaaner; близько 1790-1861). Верховний вождь нама (з 1830).
Народився в Капській колонії в родині вождя племені нама Яґера Африканера.
Зі своїм військом із озброєних вершників (він вперше в Південній Африці створив кавалерію як рід військ) підпорядкував собі племена гереро і дамара, вторгшись на територію нинішньої Намібії. До 1840 року влада Йонкера Африканера поширилася на всю південну частину сучасної Намібії. Потім мігрував в центр Намібії, де заснував в 1840 році свою ставку на місці сучасного міста Віндгук.
Був майстерним дипломатом, активним розповсюджувачем християнства серед підкорених племен, створював сильну централізовану владу теократичного типу. У 1852 році його державне утворення складалося з 1500 орлама, 2000 гереро та 2000 дамара. 1858 року уклав угоду Хочан, за якою усі племена гереро на півночі визнали його владу. Йому спадкував старший син Хрістіан Африканер.